# Saint-Christaud (Gers)
Saint-Christaud é uma comuna francesa na região administrativa de Occitânia, no departamento de Gers. Estende-se por uma área de 11 km². Em 2010 a comuna tinha 67 habitantes (densidade: 6,1 hab./km²).